# Parafia Niepokalanego Poczęcia Najświętszej Maryi Panny w Koszalinie
Parafia pw. Niepokalanego Poczęcia Najświętszej Maryi Panny w Koszalinie – rzymskokatolicka parafia należąca do dekanatu Koszalin, diecezji koszalińsko-kołobrzeskiej, metropolii szczecińsko-kamieńskiej. Siedziba parafii mieści się w Koszalinie. 

## Historia parafii
Została utworzona 16 maja 1979 r. przez biskupa Ignacego Jeża. Do 1974 parafię obsługiwali Ojcowie Franciszkanie Konwentualni (OFM Conv.).

## Miejsca święte

### Kościół parafialny
Katedra pw. Niepokalanego Poczęcia Najświętszej Maryi Panny w Koszalinie
Kościołem parafialnym jest katedra biskupa koszalińsko-kołobrzeskiego, która miano takie otrzymała w 1972, gdy utworzono diecezję. 

### Kościół pomocniczy
- Kościół pw. św. Józefa Oblubieńca Najświętszej Maryi Panny w Koszalinie[1]

W latach 1945–1979 kościołem parafialnym był znajdujący się opodal katedry, kościół pw. św. Józefa. 

### Kościoły filialne i kaplice
- Kaplica w domu Sióstr Pallotynek w Koszalinie[1]
- Kaplica w siedzibie Caritas w Koszalinie[1]
- Kaplica w Domu Samotnej Matki w Koszalinie[1]

## Duszpasterze

### Proboszczowie
| Proboszczowie                      | Okresy urzędowania w Parafii | Źródła |
| ---------------------------------- | ---------------------------- | ------ |
| o. Nikodem Szałankiewicz OFM Conv. | 1945–1946                    | [ 1 ]  |
| o. Tytus Strzelewicz OFM Conv.     | 1946–1947                    | [ 1 ]  |
| o. Adolf Waluk OFM Conv.           | 1947–1950                    | [ 1 ]  |
| o. Damian Tyniecki OFM Conv.       | 1950–1955                    | [ 1 ]  |
| o. Celzy Rdzanek OFM Conv.         | 1955–1960                    | [ 1 ]  |
| o. Tymoteusz Zabłocki OFM Conv.    | 1960                         | [ 1 ]  |
| o. Honoriusz Drygała OFM Conv.     | 1960                         | [ 1 ]  |
| o. Bogusław Niewczas OFM Conv.     | 1960–1961                    | [ 1 ]  |
| o. Roch Betlejewski OFM Conv.      | 1961–1968                    | [ 1 ]  |
| o. Alojzy Urbaniak OFM Conv.       | 1968–1974                    | [ 1 ]  |
| ks. Józef Jarnicki                 | 1974–1979                    | [ 1 ]  |
| ks. Jan Borzyszkowski              | 1979–1991                    | [ 1 ]  |
| ks. Ryszard Kierzkowski            | 1991–1992                    | [ 1 ]  |
| ks. Jan Borzyszkowski              | 1992–1995                    | [ 1 ]  |
| ks. Tadeusz Piasecki               | 1995–2008                    | [ 1 ]  |
| ks. Antoni Tofil                   | 2008–2016                    | [ 1 ]  |
| ks. Dariusz Jastrząb               | 2016–2018                    | [ 1 ]  |
| ks. Henryk Romanik                 | od 2018                      |        |